# 三枝三七子
三枝 三七子（みえだ みなこ、1967年7月10日 - ）は絵本作家。

## 来歴
生まれは大阪府柏原市。
中学高校を世田谷区鷗友学園女子で過ごす。
高校より美術を学び始める。
東京造形大学美術学部に入学。
在学時より、建築に興味を抱く。
SDG構造設計集団に手伝いに行き建築を志すようになる。
東京造形大学次中退し東京宣美を経てSDG構造設計集団入社。
同事務所では渡辺邦夫に学び、海の博物館（三重県鳥羽）・杉並第4小学校・東京国際フォーラムガラスホールなどの設計に参加。
NY帰国後、絵本などを作り始める。
絵本ワークショップ あとさき塾3期生。
クレヨンハウス絵本コンペ佳作。
地下鉄マナーコンペ優秀賞など。
2011年に出版した「みなまたの木」では日本初の公害というテーマを子どもの本の世界に持ち込んだ。
竹下景子の協力を得て、東京・熊本と同本の朗読会・原画展などを開催。話題となる。
2012年より熊本県公立小学校にて『みなまたの木』の読み語りと、
『水俣病を知って見えてきたこと』などを小学校、中学校で毎年、講演を続けている。
2013年「よかたい先生」(学研）は子どものノンフィクション本としては異例の売り上げとなる。
2018年復刊加筆修正「みなまたの木」(地湧社）より再刊。
2023年４月長野県北安曇郡池田町町議会議員をつとめる。

## 制作活動歴
- 1995年 青山ピンポイントギャラリーにて とりごえまりと2人展「おはなしてんらんかい」
- 1998年 「お話展覧会」個展
- 2000年 「お話展覧会」個展
- 2002年 「お話展覧会」個展・ピンポイントギャラリー企画展「手紙展」
- 2003年 「お話展覧会」個展・ピンポイントギャラリー企画展「めぐりあった100冊」・「木の絵皿」展出品
- 2004年 「お話展覧会」個展
- 2005年 「お話展覧会」個展・ピンポイントギャラリー企画展「アンデルセン展」
- 2006年 「お話展覧会」個展・ピンポイントギャラリー企画展「チックタック振り子の時計展」
- 2007年 「お話展覧会」個展
- 2008年 「お話展覧会」個展 つたえておきたいこと
- 2009年 「お話展覧会」個展 ドロップくん
- 2009年 ピンポイントギャラリー企画展「100人のマザーグース展」・「こんにちは！マトリョーシカ'09 展」
- 2010年 「お話展覧会」個展 みなまたの木+ドクターハラダを知っていますか？
- 2010年 ピンポイントギャラリー企画展「マラカス・マラカス展」
- 2011年 「お話展覧会」個展 みなまたの木出版記念原画展・朗読会、東京・熊本で開催。

## 出版書籍・仕事歴
- 1995年 グー・スー・コショコショ（トムズボックス）
- 1998年 じゃぶじゃぶパパ（偕成社）
- 2000年 人がねむる 動物がねむる たくさんのふしぎ（福音館書店）
- 2002年 パパとおさんぽ（すずき出版）
- 2002年 あいうえおのかるた(すずき出版）
- 2002年 宇宙人に会いたい」たくさんのふしぎ（福音館書店）
- 2003年 じゃぶじゃぶパパ/韓国版（偕成社）
- 2003年 人がねむる 動物がねむる/台湾版たくさんのふしぎ（福音館書店）
- 2004年 ねこのかぞく かぞえて10ぴき（ひかりのくに）
- 2004年 ねこのいちにち あいうえお（ひかりのくに）
- 2005年 こばんについていったおかね（すずき出版）
- 2005年 てんぐのそばや本日開店 文：伊藤充子（偕成社）
- 2006年 おやすみ ココ 文：小風さち（ベネッセ）
- 2006年 ぺったん！（あかね書房）
- 2006年 ぽっかぽかのおまじない（偕成社）
- 2007年 とまって！キットンくん（教育画劇）
- 2007年 ぼくもぶっひぃー！（すずき出版）
- 2008年 たべものえほん やさい （ポプラ社）
- 2008年 たべものえほん くだもの（ポプラ社）
- 2008年 ワルルルさん 文：畑中弘子（くもん出版）
- 2009年 あかねちゃんとまいごのおおかみ 文：こすぎさなえ（世界文化社）
- 2009年 うみのたからさがし 文：山本省三（仮）（ベネッセコーポレーション）
- 2009年 わんわんわん！（仮題）（ベネッセコーポレーション）
- 2009年 かっぱのかっぴ（世界文化社）
- 2009年 たべものえほん やさい・くだもの 二冊中国語版出版
- 2010年 おやつ おやつ なんにする？（すずき出版）
- 2011年 みなまたの木(創英社）
- 2013年よかたい先生(学研教育出版)
- 2016年 この声がきこえますか（https://www.youtube.com/watch?v=9o3jfsQVsZ0&t=5s）
- 2021年 さいごのあさごはん(https://www.creema.jp/item/14405884/detail）　掲載https://mainichi.jp/articles/20220930/ddl/k13/040/001000c
- 2022年おじいちゃんのバイオリンーシベリアの奇跡(https://www.creema.jp/item/14405818/detail)